# Latouchia wenruni
Espèce
Latouchia wenruni est une espèce d'araignées mygalomorphes de la famille des Halonoproctidae.

## Distribution
Cette espèce est endémique de Hainan en Chine. Elle se rencontre dans le xian de Changjiang.

## Description
Le mâle holotype mesure 9,71 mm et la femelle paratype 18,23 mm.

## Systématique et taxinomie
Cette espèce a été décrite par Lin et Li en 2023.

## Étymologie
Cette espèce est nommée en l'honneur de Run Wen.

## Publication originale
- Lin, Li & Pham, 2023 : « Taxonomic notes on some spider species (Arachnida: Araneae) from China and Vietnam. » Zoological Systematics, vol. 48, no 1, p. 1-99.